# Euonthophagus hazariensis
Euonthophagus hazariensis är en skalbaggsart som beskrevs av Kabakov 1977. Euonthophagus hazariensis ingår i släktet Euonthophagus och familjen bladhorningar. Inga underarter finns listade i Catalogue of Life.